# Winterfeldzug 1813/1814 des Korps Bülow in Holland
Frühjahrsfeldzug 1813
Lüneburg – Möckern – Halle – Großgörschen – Gersdorf – Bautzen – Reichenbach – Nettelnburg – Haynau – Halberstadt – Luckau
Herbstfeldzug 1813

Großbeeren – Katzbach – Dresden – Hagelberg – Kulm – Dennewitz – Göhrde – Altenburg – Wittenberg – Wartenburg – Liebertwolkwitz – Leipzig – Torgau – Hanau – Hochheim – Danzig
Winterfeldzug 1814

Épinal – Colombey – Brienne – La Rothière – Champaubert – Montmirail – Château-Thierry – Vauchamps – Mormant – Montereau – Bar-sur-Aube – Soissons – Craonne – Laon – Reims – Arcis-sur-Aube – Fère-Champenoise – Saint-Dizier – Claye –  Paris
Sommerfeldzug von 1815

Quatre-Bras – Ligny – Waterloo – Wavre – Paris
Der Winterfeldzug 1813/1814 des Korps Bülow in Holland begann Anfang November 1813, als das Korps Bülow aus der Nordarmee in die Niederlande geschickt wurde. Zeitgleich marschierte das Corps Wintzingerode an die Untere Weser, um einen Ausbruch des Corps Davout aus Hamburg zu verhindern. Noch im Anmarsch auf die Rheinlinie wurden bereits von Bülow erste Boten ausgeschickt. Bereits am 31. Oktober wurde das pommersche Husaren-Regiment unter von Arnim nach Bielefeld geschickt. Der Rittmeister Auer (Schwager des Generals von Bülow) wurde nach England geschickt, um von dort Geld und Nachschub zu bekommen. Der Major Friccius wiederum wurde nach Ostfriesland geschickt, der dort im Dezember 1813 Kommandeur des neu errichtetem 3. Westfälisch-Ostfriesischen Landwehr-Regiments wurde.

## November 1813
Am 7. November 1813 befand sich das 3. preußische Corps unter General von Bülow in Minden. Von dort setzte er sich am 13. November 1813 nach Münster in Bewegung, was er am 17. November 1813 erreichte. Ebenfalls am 13. November setzte Friccius über die Ems und begann mit den Holländern die Belagerung von Delfzijl. Am 26. November erreichte das Gros Borken, um nach Holland überzusetzen. Unterstützt wurde er vom Kosakencorps Benckendorff.
Die Generale von Oppen und Benckendorff griffen als Vorhut an. Am 22. November konnten Kosaken unter Fürst Gagarin die Stadt Deventer besetzten. Die Preußen erreichten am 23. November die Stadt Doesburg und besetzten die Stadt. Am 24. November wurde Zütphen besetzt. Anschließend wurde am 30. November Arnheim angegriffen. Die Stadt ist der Schlüssel zu den nördlichen Provinzen und wurde im Sturm genommen. Außerdem ging am 30. November 1813 der Prinz Wilhelm in Scheveningen an Land.
Parallel dazu hatte das russische Corps inzwischen am 26. November die Festung Kampen (durch Narischkin) besetzt und am 28. November Amersfoort. Außerdem hatte der Major Marklay den Auftrag sich heimlich nach Amsterdam durchzuschleichen, was ihm mit 300 Kosaken tatsächlich gelang. Am 1. Dezember traf dort auch der General Benckendorff ein, der mit seinen Truppen die Zuiderzee gequert hatte, Major Marklay und seine Kosaken zogen südlich in Richtung Brabant.
Bülow beschloss nun mit 1000 Mann auf Utrecht marschieren.

## Dezember 1813
Am Morgen des 1. Dezembers zogen sich die Franzosen unter General Molitor aus Utrecht zurück und sammelten sich auf dem linken Ufer der Waal. Dort wurden sie vor allem im Bereich der Festung Gorkum stationiert. Kommandant von Gorkum war der General Graf Rampon, aber schon mit dem Erscheinen der Preußen hatte Napoleon den General Decaen als Ersatz für den General Molitor nach Holland geschickt.
Der General fand die Inseln geräumt und die holländischen Soldaten im Aufstand. Er hatte nur noch die Festungen Gertruidenburg, Bergen-op-Zoom, Herzogenbusch und Breda. Besetzt waren die Festungen aber nur von Seesoldaten und Veteranen.
Am 2. Dezember 1813 landete eine englische Expeditionsarmee von 10.0000 Mann unter Sir Thomas Graham in Willemstadt. Später wurde die Armee mit 4000 Mann unter dem Herzog von Clarence verstärkt. Derweil machte die der russische General Stahl von Amersfoort aus, auf dem Weg den Franzosen zu folgen. Der General Bülow errichtete in Utrecht sein Hauptquartier.
Ein preußisches Vorauskommando erreichte Betuwe, wo es auf den Baron Brakel trafen, es gelang 8000 Mann Landwehr zu mobilisieren; bewaffnet wurde die Einheit mit Gewehren, die die englische Expeditionsarmee gebracht hatte. Am 3. Dezember erreichte das Corps des Majors Colomb Rotterdam, wo ihn die Bewohner begeistert empfingen.
In der Nacht vom 6. auf den 7. Dezember machte die Besatzung von Gorkum einen vergeblichen Vorstoß gegen Leerdam, auf dem Rückweg mussten sie feststellen, das die Orangefahne von allen Kirchtürmen wehte. Der Außenposten Arkel wurde aufgegeben.
In zwischen rückte der General Brenckendorff auf Dordrecht vor, das er am 10. Dezember einnahm. Bei Werkendam wechselte er auf das linke Ufer der Meerwede, um auf Breda vorzustoßen. Der dortige Kommandant Ambert räumte die Festung am 12. Dezember und zog mit ca. 1000 Mann ab. Der Oberst le Grand übergab seine Festung Willemstadt. Am 13. Dezember erreichte der General Stahl die Festung Geertruidenberg, die der General Lorcet räumte. Auch der holländische Landsturm besetzte zahlreiche Orte.
Nach den Verlusten hatte die Franzosen noch die Festung Breda und das Land bis Nimwegen in der Hand. Bülow schickte am 12. Dezember nun das Corps des Majors Colomb von Rotterdam nach Brabant. Er tauschte mit Brenckendorff einige Einheiten aus und begann damit Kuriere abzufangen und französisches Material wie Telegrafen zu zerstören. Brenckendorff besetzte am 12. Dezember Breda.
Am 16. Dezember stieß er in Richtung Brüssel vor, am 18. Dezember besetzte er erst mal Löwen. In Löwen musste er erst mal einen Aufstand gegen die Franzosen stoppen und den Einwohnern erklären, dass er nur ein Streifencorps befehligt. Anschließend zog er nach Vorselaar. Inzwischen hatte sich ein 8000 Mann starkes französisches Corps unter dem General Roquet zur Rückeroberung nach Breda aufgemacht; der Major Colomb wandte sich daher nach Breda. Die Festung Breda war inzwischen vom russischen General Brenckendorff besetzt worden. Nach mehreren Sturmversuchen wurde der Angriff am 24. Dezember abgebrochen. Die Franzosen zogen sich zurück und wurden von Colomb verfolgt. Brenckendorff blieb bis zum 3. Januar 1814 in Breda.
Am 12. Dezember verließ Bülow Utrecht, um die Bommeler Waard – eine Insel zwischen Maas und Waal – zu besetzen. Von dort zogen er gegen die Festung Grokum. Der General von Oppen führten den Angriff aus. An 14. Dezember ging der Major Zglinisky zum Fort Andries. Am 15. Dezember machten die Franzosen einen vergeblichen Ausfall, am 16. Dezember erhielten die Truppen endlich Kanonen als Verstärkung.

## Januar 1814
Bülow rückte bei Antwerpen vor, so kam er am 11. Januar bei Hoogstraten, Westwesel und Westwallen zu Gefechten, nachfolgend am 13. Januar bei Meerxam, Wynegham (Wijnegem) und Deurne. Da er nicht stark genug war, zogen sich die Truppen anschließend wieder nach Breda zurück.
Am 24. Januar kam es bei Lüttich zu einem Gefecht und am 27. Januar eroberte Hobe Herzogenbusch. Währenddessen ging das Korps Colomb gegen Grave vor und wurde aber am 27. Januar zum Korps Kleist ersetzt. Inzwischen wurde beschlossen, dass die III. deutsche Armee nun gegen Antwerpen vorgehen soll, am 31. Januar 1814 wurde Lier erobert.

## Februar 1814
Vom 1. bis 3. Februar kam es bei Meerxam und Deurne zu Gefechten; vom 3. bis 6. Februar wurde Antwerpen beschossen, konnte aber nicht erobert werden. Bülow erhielt daraufhin den Befehl, zur schlesischen Armee stoßen. Derweilen sollte der englische General Graham die Blockade von Antwerpen weiterführen. Der französische Kommandant von Antwerpen Carnot hielt weiter stand, aber am 7. Februar kapitulierte die Festung Grokum unter General Rampon (Abzug der Franzosen erst am 24.). Die nun freien Truppen nutzte Bülow um nach Brüssel vorzustoßen. Inzwischen hatte der General Borstell den Ort Braine-le-Comte eingenommen und konnte die Lücke zum Corps des Generals Wintzingerode in Binche schließen. Dadurch musste der französische General Maison sich nach Tournay zurückziehen. Mitte Februar standen das Korps Bülow und Wintzingerode bei Mons, als sie den Befehl erhielten, sich der schlesischen Armee anzuschließen und nach Laon zu marschieren, um dann nach Soissons vorzustoßen. Die Brigade Borstell blieb in Mons zurück, Bülow erreichte am 21. Februar Laon, Wintzingerode Anfang März. Dort wurde nun auch das III. deutsche Korps und die Brigade Borstell hin beordert. Damit standen dort 28.000 Mann. Die kämpfte gegen Maison in Bereich Tournay und Lilie bis zum Waffenstillstand am 12. April 1814.

## März 1814
Nachdem Nachschub eingetroffen war, konnten die verbliebenen Kräfte wieder in die Offensive gehen. Am 1. März zog der Oberst Hobe gegen Tournay. Zugleich griff der General Mason den General Borstell an, was abgewehrt wurde, aber den Abmarsch von Hobe um einen Tag verzögerte. Die Franzosen verteidigten die Stadt, so dass die Preußen am 4. März zunächst in Oudenarde einrückten. Manson verfolgte den Plan, Verbindung mit Antwerpen aufzunehmen. Dazu griff er am 5. März Oudenarde an, aber am 6. zogen sich die Franzosen wieder zurück. Nun zog man Truppen für einen Angriff auf Courtray zusammen, und am 7. März wurde bei Belleghem und Sweweghem gekämpft. Am 8. März wurde Courtray kampflos besetzt, denn General Maison wollte eine Einschließung vermeiden. Der Versuch, Verbindung mit Antwerpen aufzunehmen, war gescheitert.
Unterdessen hatten die Engländer am 8. März versucht Bergen-op-Zoom zu erobern. Der Versuch wurde aber blutig zurückgeschlagen. Am 15. waren die Russisch-Deutsche Legion und eine schwedische Armee erschienen. Die Schweden blieben aber an der Maas und die Legion wurde zu Beobachtung der Festungen Venlo und Maastricht verwendet.
Da die Verbindung von Mons nach Laon für den Nachschub wichtig war, wurde nun auch die Festung Maubeuge wichtig und am 18. März verlegte der Herzog von Weimar das Hauptquartier von Tournay nach Mons. Nach einigen kleineren Gefechten wurde Maubeuge dann eingeschlossen und bis zum 25. März immer wieder beschossen. Da die Festung nicht kapitulierte, wurde ein Teil der Truppen abgezogen und der Beschuss eingestellt. Da die Alliierten am 31. März 1814 Paris besetzten, war allen klar, dass der Krieg bald zu Ende sein wird.
Es kam aber noch zum Gefecht bei Courtray. Am 12. April 1814 erfolgte der Waffenstillstand.